# Dood van Semira Adamu
De dood van Sémira Adamu vond plaats in Brussel op 22 september 1998 door toedoen van politieagenten.

## Asielaanvraag en uitwijzing
Adamu was een Nigeriaanse vrouw, geboren te Kaduna State op 15 april 1978, die politiek asiel zocht in België. Naar eigen zeggen zou ze in Nigeria worden uitgehuwelijkt aan een oudere man die al drie keer getrouwd zou zijn geweest en een van zijn vrouwen zou hebben vermoord.
Het asielverzoek werd afgewezen en Adamu werd overgebracht naar het gesloten centrum 127bis in Steenokkerzeel. De vijf hierop volgende pogingen tot gedwongen repatriëring mislukten doordat de vrouw zich hevig verzette.

## Dood
Op 22 september 1998 volgde op de luchthaven van Zaventem een zesde poging de vluchtelinge uit te wijzen, maar deze uitwijzingspoging had fatale gevolgen. De vrouw werd met plastic boeien aan boord van het vliegtuig gebracht door agenten in burger, maar begon zich te verzetten, te schreeuwen en te zingen toen de passagiers arriveerden. Toen de vrouw verzet bleef bieden, pasten twee rijkswachters de zogenaamde 'kussenmethode' toe. Deze methode, beschreven in een circulaire van de Minister van Binnenlandse Zaken, komt erop neer dat het gezicht van de weerspannige persoon met een kussen wordt afgedekt om bijten te voorkomen. Terwijl Adamu met de borstkas over de rugsteun hing, werd een kussen op het gezicht gedrukt en gingen twee rijkswachters boven op haar liggen, zo haar gezicht met brute kracht in het kussen drukkend. De vrouw raakte in coma, begon te ontlasten, en liet ook haar urine lopen. De andere begeleidende rijkswachters stopten met filmen (uitwijzingen werden destijds gefilmd), maar grepen niet in en de situatie liep totaal uit de hand. Een van de rijkswachters gooide nog een flesje parfum over de zetel van het slachtoffer heen. De vrouw kon niet meer gereanimeerd worden.

## Nasleep
De zaak-Adamu gaf aanleiding tot het ontslag van minister Louis Tobback uit de federale regering-Dehaene II. Het incident leidde tot het opnieuw oplaaien van het heftige debat rond migratie en het uitwijzen van asielzoekers, en tot het rapport van Etienne Vermeersch over de uitwijzingsmethodes.
Op 12 december 2003 werden vier van de negen aangeklaagde rijkswachters schuldig bevonden aan onvrijwillige slagen en verwondingen met de dood tot gevolg zonder de intentie te doden. Ze kregen lichte gevangenisstraffen. De Belgische staat werd veroordeeld tot het betalen van een vergoeding aan de verwanten.
Jaarlijks is er een herdenking van dit tragisch voorval rond 22 september.